# Michael Keohane
Michael Keohane (Clonakilty, 24 augustus 1980) is een Iers autocoureur.

## Carrière
Keohane begon zijn autosportcarrière in het karting in 1994 en bleef hier tot 1996 actief. Dat jaar werd hij kampioen in de Ierse Formule A.
In 1997 maakte Keohane de overstap naar het formuleracing en debuteerde in de Ierse Formule Ford 1600, dat hij als tweede af wist te sluiten. In 1998 stapte hij over naar de Ierse Formule Opel, waarin hij races wist te winnen. In 1999 kwam hij uit in de Formula EFDA Euroseries bij het team Fortec Motorsport. Daarnaast werd hij vierde in de Britse Europa Cup. In 2000 kwam Keohane uit in zowel de Britse Formule Renault als de Eurocup Formule Renault 2.0 bij Manor Motorsport.
In 2001 kwam Keohane uit in het Britse Formule 3-kampioenschap, waarin hij bij het Team Meritus reed in de Scholarship-klasse. In deze klasse won hij vijf races, waarmee hij achter Robbie Kerr en Matthew Gilmore derde werd in het kampioenschap. In 2002 stapte hij over naar het hoofdkampioenschap, waarin hij voor Carlin Motorsport reed. Hij won twee races op Donington Park en met zes andere podiumplaatsen werd hij vijfde in de eindstand. Daarnaast nam hij deel aan de eenmalige race F3 European Cup, waarin hij dertiende werd.
In 2003 bleef Keohane actief in de Britse Formule 3, maar stapte over naar het team Promatecme UK voor de eerste vijf raceweekenden. Hij behaalde twee podiumplaatsen, maar verliet hierna het team. Hierna stapte hij over naar de Formule 3000, waarin hij voor het Team Astromega de races op Silverstone en de Hockenheimring reed als tijdelijke vervanger voor Jeffrey van Hooydonk. Voor de laatste races van het seizoen keerde hij terug in de Britse Formule 3 bij Carlin en eindigde op de dertiende plaats in het kampioenschap. Tevens deed hij dat jaar een test voor het Champ Car-team Dale Coyne Racing.
In 2004 had Keohane geen vast racezitje, maar kwam hij wel uit in de World Series by Nissan bij Carlin tijdens het raceweekend op het Circuit Zolder. Daarnaast deed hij een IndyCar-test voor Dreyer & Reinbold Racing. Dit leidde echter niet tot een racezitje en Keohane nam hierna niet meer deel aan grote internationale races.